# 梅塔里卡區
14°19′41″S 36°48′11″E / 14.328°S 36.803°E

梅塔里卡區（葡萄牙語：Metarica），是莫桑比克的行政區，位於該國西北部，由尼亞薩省負責管轄，首府設於梅塔里卡，面積3,489平方公里，2007年人口29,439，人口密度每平方公里8人。